# Municipio Puerto Villarroel
Das Municipio Puerto Villarroel ist ein Verwaltungsbezirk im Departamento Cochabamba im südamerikanischen Anden-Staat Bolivien.

## Lage im Nahraum
Das Municipio Puerto Villarroel ist eines von sechs Municipios der Provinz Carrasco. Es grenzt im Nordwesten und Westen an das Municipio Chimoré, im Süden an das Municipio Pojo, im Südosten an das Municipio Entre Ríos und im Osten an das Departamento Santa Cruz.
Der zentrale Ort des Municipios ist Puerto Villarroel mit 2072 Einwohnern im nordöstlichen Teil des Municipios. (Volkszählung 2012)

## Geographie
Das Municipio Puerto Villarroel liegt im bolivianischen Tiefland am Nordrand der Cordillera Oriental. Das Klima ist tropisch mit einem ausgeprägten Tageszeitenklima.
Die jährliche Durchschnittstemperatur im langjährigen Mittel liegt bei knapp 27 °C (siehe Klimadiagramm Villa Tunari), die Monatstemperaturen liegen zwischen gut 23 °C im Juli und knapp 29 °C im Dezember und Januar. Der Jahresniederschlag mit 2300 mm weist eine deutliche Regenzeit von Oktober bis April auf, mit Monatsniederschlägen zwischen 160 und 380 mm.

## Bevölkerung
Die Einwohnerzahl ist zwischen 1992 und 2024 auf mehr als das Zweieinhalbfache angestiegen:
| Jahr | Einwohner | Quelle       |
| ---- | --------- | ------------ |
| 1992 | 24.637    | Volkszählung |
| 2001 | 39.518    | Volkszählung |
| 2012 | 46.369    | Volkszählung |
| 2024 | 64.345    | Volkszählung |

Die Region weist einen deutlichen Anteil indigener Bevölkerung auf, im Municipio Puerto Villarroel sprechen 82,8 Prozent der Einwohner Quechua. Das Volk der Yuracaré lebt im Municipio verteilt und hat etwa 1000 Angehörige.
Die Bevölkerungsdichte des Municipio betrug 32,4 Einwohner/km² bei der Volkszählung von 2024, der Anteil der städtischen Bevölkerung war 6,6 Prozent. Die Lebenserwartung der Neugeborenen lag im Jahr 2001 bei 59,7 Jahren.
Der Alphabetisierungsgrad bei den über 19-Jährigen beträgt 79,8 Prozent, und zwar 88,5 Prozent bei Männern und 68,1 Prozent bei Frauen (2001).

## Politik
Ergebnis der Regionalwahlen (concejales del municipio) vom 4. April 2010:
| Wahl- berechtigte |  | Wahl- beteiligung | gültige Stimmen |  | MAS-IPSP | M.I.C.P. |
| ----------------- |  | ----------------- | --------------- |  | -------- | -------- |
| 22.397            |  | 19.749            | 16.335          |  | 14.329   | 2.006    |
|                   |  | 88,2 %            | 82,7 %          |  | 87,7 %   | 12,3 %   |

Ergebnis der Regionalwahlen (elecciones de autoridades políticas) vom 7. März 2021:
| Wahl- berechtigte |  | Wahl- beteiligung | gültige Stimmen |  | MAS-IPSP | PAN-BOL | SÚMATE | MTS    | SOMOS  | C-A    |
| ----------------- |  | ----------------- | --------------- |  | -------- | ------- | ------ | ------ | ------ | ------ |
| 37.884            |  | 33.440            | 31.668          |  | 29.805   | 580     | 553    | 248    | 164    | 93     |
|                   |  | 88,27 %           | 94,70 %         |  | 94,12 %  | 1,83 %  | 1,75 % | 0,78 % | 0,52 % | 0,29 % |

## Gliederung
Das Municipio Puerto Villarroel untergliedert sich in die folgenden vier Kantone (cantones):
- 03-1205-01 Kanton Puerto Villarroel – 60 Ortschaften – 7.225 Einwohner
- 03-1205-02 Kanton Ivirgarzama – 77 Ortschaften – 17.510 Einwohner
- 03-1205-03 Kanton Mariposas – 93 Ortschaften – 10.750 Einwohner
- 03-1205-04 Kanton Valle Ivirza – 65 Ortschaften – 10.884 Einwohner

## Ortschaften im Municipio Villarroel
- Kanton Puerto Villarroel
  - Puerto Villarroel 2072 Einw. – Senda VI 549 Einw.

- Kanton Ivirgarzama
  - Ivirgarzama 8255 Einw. – Valle Ivirgarzama 458 Einw. – Chasqui 443 Einw.

- Kanton Mariposas
  - Mariposas 1285 Einw. – Paraíso 838 Einw. – Primero de Mayo 545 Einw. – Senda Cinco 139 Einw.

- Kanton Valle Ivirza
  - Valle Sacta 2704 Einw. – Vueltadero 1003 Einw. – Transversal 661 Einw. – Valle Ivirza 433 Einw.